# Philautus
Philautus – rodzaj płazów bezogonowych z podrodziny Rhacophorinae w rodzinie nogolotkowatych (Rhacophoridae).

## Zasięg występowania
Rodzaj obejmuje gatunki występujące od środkowych Indii przez Mjanmę i Tajlandię po Filipiny i Wielkie Wyspy Sundajskie.

## Systematyka

### Etymologia
- Orchestes: gr. ορχηστης orkhēstēs „tancerz”[7]; młodszy homonim Orchestes Illiger, 1798 (Coleoptera).
- Ixalus: ιξαλος ixalos „skaczący, zwinny”[4]. Nazwa zastępcza dla Orchestes Tschudi, 1838.
- Philautus: gr. φιλαυτος philautos „kochający samego siebie”[8]. Nazwa zastępcza dla Orchestes Tschudi, 1838.

### Podział systematyczny
Do rodzaju należą następujące gatunki:

- Philautus abditus Inger, Orlov & Darevsky, 1999
- Philautus acutirostris (Peters, 1867)
- Philautus acutus Dring, 1987
- Philautus amabilis Wostl, Riyanto, Hamidy, Kurniawan, Smith & Harvey, 2017
- Philautus amoenus Smith, 1931
- Philautus aurantium Inger, 1989
- Philautus aurifasciatus (Schlegel, 1837)
- Philautus bunitus Inger, Stuebing & Tan, 1995
- Philautus cardamonus Ohler, Swan & Daltry, 2002
- Philautus catbaensis Milto, Poyarkov, Orlov & Nguyen, 2013
- Philautus cinerascens (Stoliczka, 1870)
- Philautus cornutus (Boulenger, 1920)
- Philautus davidlabangi Matsui, 2009
- Philautus disgregus Inger, 1989
- Philautus dubius (Boulenger, 1882)
- Philautus erythrophthalmus Stuebing & Wong, 2000
- Philautus everetti (Boulenger, 1894)
- Philautus garo (Boulenger, 1919)
- Philautus gunungensis Malkmus & Riede, 1996
- Philautus hosii (Boulenger, 1895)
- Philautus ingeri Dring, 1987
- Philautus jacobsoni (Van Kampen, 1912)
- Philautus juliandringi Dehling, 2010
- Philautus kakipanjang Dehling & Dehling, 2013
- Philautus kempiae (Boulenger, 1919)
- Philautus kempii (Annandale, 1912)
- Philautus kerangae Dring, 1987
- Philautus larutensis (Boulenger, 1900)
- Philautus leitensis (Boulenger, 1897)
- Philautus longicrus (Boulenger, 1894)
- Philautus macroscelis (Boulenger, 1896)
- Philautus maosonensis Bourret, 1937
- Philautus microdiscus (Annandale, 1912)
- Philautus mjobergi Smith, 1925
- Philautus namdaphaensis Sarkar & Sanyal, 1985
- Philautus nepenthophilus Etter, Haas, Lee, Min, Das & Hertwig, 2021
- Philautus nephophilus Dehling, Matsui & Yambun Imbun, 2016
- Philautus nianeae Stuart, Phimmachak, Seateun & Sheridan, 2013
- Philautus pallidipes (Barbour, 1908)
- Philautus petersi (Boulenger, 1900)
- Philautus poecilius Brown & Alcala, 1994
- Philautus polymorphus Wostl, Riyanto, Hamidy, Kurniawan, Smith & Harvey, 2017
- Philautus refugii Inger & Stuebing, 1996
- Philautus saueri Malkmus & Riede, 1996
- Philautus schmackeri (Boettger, 1892)
- Philautus surdus (Peters, 1863)
- Philautus surrufus Brown & Alcala, 1994
- Philautus tectus Dring, 1987
- Philautus thamyridion Wostl, Riyanto, Hamidy, Kurniawan, Smith & Harvey, 2017
- Philautus tytthus Smith, 1940
- Philautus umbra Dring, 1987
- Philautus ventrimaculatus Wostl, Riyanto, Hamidy, Kurniawan, Smith & Harvey, 2017
- Philautus vermiculatus (Boulenger, 1900)
- Philautus worcesteri (Stejneger, 1905)